# ゴールデン・ボーイ
「ゴールデン・ボーイ」（英題：The Golden Boy）は、クイーンのボーカルのフレディ・マーキュリーと、スペインのオペラ歌手のモンセラート・カバリェが1988年に発表した楽曲である。

## 概要
1988年発表のアルバム『バルセロナ』に収録され、アルバム発表から2週間後にシングルカットされ、LP『フォールン・プリースト』からの抜粋もB面としてリリースされた。このシングルは英国シングルチャートで83位に達した。
1989年には、イギリス限定で、CDV規格でも発売された。

## シングル収録曲
7" single (イギリス盤のみ), 8cmCD (日本盤のみ)
1. ゴールデン・ボーイ - The Golden Boy (Freddie Mercury, Mike Moran, Tim Rice)
2. フォールン・プリースト - The Fallen Priest (Freddie Mercury, Mike Moran, Tim Rice)

12" single (イギリス盤のみ)
1. ゴールデン・ボーイ - The Golden Boy (Freddie Mercury, Mike Moran, Tim Rice)
2. フォールン・プリースト - The Fallen Priest (Freddie Mercury, Mike Moran, Tim Rice)
3. ゴールデン・ボーイ (インストゥルメンタル・ヴァージョン) - The Golden Boy (Instrumental Version) (Freddie Mercury, Mike Moran, Tim Rice)

CDV (イギリス盤のみ)
- - オーディオパート

1. フォールン・プリースト - The Fallen Priest (Freddie Mercury, Mike Moran, Tim Rice)
2. ゴールデン・ボーイ - The Golden Boy (Freddie Mercury, Mike Moran, Tim Rice)
3. ゴールデン・ボーイ (インストゥルメンタル・ヴァージョン) - The Golden Boy (Instrumental Version) (Freddie Mercury, Mike Moran, Tim Rice)

- - ビデオパート

1. ゴールデン・ボーイ - The Golden Boy (Freddie Mercury, Mike Moran, Tim Rice)

## パーソネル
- フレディ・マーキュリー - ボーカル、ピアノ
- モンセラート・カバリェ - ボーカル
- マイク・モラン - キーボード、プログラミング
- マデリン・ベル - バックボーカル
- デニス・ビショップ - バックボーカル
- ランス・エリントン - バックボーカル
- ミリアム・ストックリー - バックボーカル
- ピーター・ストレイカー - バックボーカル
- マーク・ウィリアムソン - バックボーカル
- キャロル・ウッズ - バックボーカル